# Biserica romano-catolică Sfântul Vendelin din Dudeștii Noi
Biserica romano-catolică Sfântul Vendelin din Dudeștii Noi este un monument istoric aflat pe teritoriul satului Dudeștii Noi, comuna Dudeștii Noi.